# (2181) Fogelin
(2181) Fogelin es un asteroide perteneciente al cinturón de asteroides, descubierto el 28 de diciembre de 1942 por Karl Wilhelm Reinmuth desde el Observatorio de Heidelberg-Königstuhl, Alemania

## Designación y nombre
Designado provisionalmente como 1942 YA. Fue nombrado Fogelin en honor al asistente del Centro de Planetas Menores Eric S. Fogelin.